# ماوريسيو باسترانا
ماوريسيو باسترانا (بالإسبانية: Mauricio Pastrana)‏ مواليد 20 يناير 1973 في كولومبيا، هو ملاكم محترف كولومبي بدأ مسيرته الاحترافية سنة 1991. حقق بطولة رابطة الملاكمة العالمية.

## إحصائيات
خاض خلال مسيرته 54 نزالا، فاز في 35 وتعادل في 2 وخسر في 17. فاز بالضربة القاضية في 22 نزالا.

## روابط خارجية
- ماوريسيو باسترانا على موقع بوكس ريك (الإنجليزية) (registration required)